# Lucius Iulius Ursus
Lucius Iulius Ursus war ein römischer Politiker, Senator und dreimaliger Suffektkonsul.
Iulius Ursus stammte wohl aus der Provinz Gallia Narbonensis. In einem unbekannten Jahr war er praefectus annonae. Unter Domitian wurde er praefectus Aegypti (wohl im Jahr 76/77) und wahrscheinlich Prätorianerpräfekt. Trotz zeitweiliger Bedrohung des Lebens durch Domitian wurde Iulius Ursus in den Senat kooptiert. Im Jahr 84 bekleidete er sein erstes Konsulat, das er wohl Titus’ Tochter Iulia, mit der er in Verbindung stand, verdankte. Im März des Jahres 98 wurde er zusammen mit Trajan zum zweiten Mal Konsul. Iulius Ursus hatte wesentlichen Einfluss auf die Adoption Trajans durch Nerva. Trajan dankte ihm dafür mit einem dritten Konsulat im Jahr 100, wiederum mit dem Kaiser als Kollegen.
Iulius Ursus adoptierte um 102 Lucius Iulius Ursus Servianus, der ebenfalls dreimal Konsul wurde.